# Championnat d'Islande de football de deuxième division 2001
Navigation
Saison précédente Saison suivante
La saison 2001 de 2. Deild est la 47e édition de la deuxième division islandaise. Les 10 clubs jouent les uns contre les autres lors de rencontres disputées en matchs aller et retour. Les 2 premiers du classement en fin de saison sont promus en 1. Deild, tandis que les 2 derniers sont relégués en 3. Deild.
Ce sont les deux clubs de la ville d'Akureyri, le Thór et le KA, qui sont promus en première division en fin de saison. Le Thor réussit une deuxième promotion en deux saisons, après avoir passé 2 ans en 3. Deild. Pour le KA, après une montée manquée à la différence de buts la saison précédente, l'attente en deuxième division aura duré neuf saisons avant de retrouver l'élite du football islandais. En bas de classement, le Tindastóll Sauðárkrókur, présent depuis deux saisons à ce niveau et l'un des promus de 3. Deild, le KS Siglufjörður, sont relégués dès la fin de la saison en 3e division, après un parcours médiocre (quatre victoires au total pour les deux formations). 

## Compétition

### Classement
Le barème de points servant à établir le classement se décompose ainsi :
- Victoire : 3 points
- Match nul : 1 point
- Défaite : 0 point

| Rang | Équipe                  | Pts | J  | G  | N | P  | Bp | Bc | Diff |
| ---- | ----------------------- | --- | -- | -- | - | -- | -- | -- | ---- |
| 1    | Thór AkureyriP          | 41  | 18 | 13 | 2 | 3  | 53 | 19 | +34  |
| 2    | KA Akureyri             | 37  | 18 | 11 | 4 | 3  | 43 | 21 | +22  |
| 3    | Þróttur Reykjavik       | 35  | 18 | 10 | 5 | 3  | 32 | 19 | +13  |
| 4    | Stjarnan GardabaerR     | 32  | 18 | 9  | 5 | 4  | 41 | 23 | +18  |
| 5    | Leiftur ÓlafsfjörðurR   | 23  | 18 | 7  | 2 | 9  | 27 | 30 | -3   |
| 6    | Víkingur Reykjavik      | 22  | 18 | 6  | 4 | 8  | 32 | 31 | +1   |
| 7    | Dalvík/Reynir           | 22  | 18 | 7  | 1 | 10 | 30 | 42 | -12  |
| 8    | IR Reykjavik            | 21  | 18 | 4  | 8 | 6  | 31 | 41 | -10  |
| 9    | Tindastóll Sauðárkrókur | 16  | 18 | 4  | 4 | 10 | 25 | 44 | -19  |
| 10   | KS SiglufjörðurP        | 4   | 18 | 0  | 4 | 14 | 14 | 58 | -44  |

|  | Promu en 1. Deild                             |
|  | Relégation en 3. Deild                        |
|  | P : Promu de 3. Deild R : Relégué de 1. Deild |

## Bilan de la saison
| Promotion et relégation |                                         |
| Relégué en 3. Deild     | Tindastóll Sauðárkrókur KS Siglufjörður |
| Promu en 1. Deild       | Thór Akureyri KA Akureyri               |

## Meilleurs buteurs
| # | Buteurs            | Clubs              | Nb de Buts |
| - | ------------------ | ------------------ | ---------- |
| 1 | Hreinn Hringsson   | KA Akureyri        | 17         |
| 1 | Garðar Jóhannsson  | Stjarnan Gardabaer | 17         |
| 3 | Orri Hjaltalín     | Thór Akureyri      | 16         |
| 4 | Jóhann Þórhallsson | Thór Akureyri      | 13         |
| 4 | Sumarliði Árnason  | Víkingur Reykjavik | 13         |
| 6 | Arnar Þór Valsson  | IR Reykjavik       | 11         |